# Saint-André-de-Sangonis
Saint-André-de-Sangonis – miejscowość i gmina we Francji, w regionie Oksytania, w departamencie Hérault.
Według danych na rok 1990 gminę zamieszkiwały 3472 osoby, a gęstość zaludnienia wynosiła 177 osób/km² (wśród 1545 gmin Langwedocji-Roussillon Saint-André-de-Sangonis plasuje się na 104. miejscu pod względem liczby ludności, natomiast pod względem powierzchni na miejscu 388.).